# 괴산 봉서재

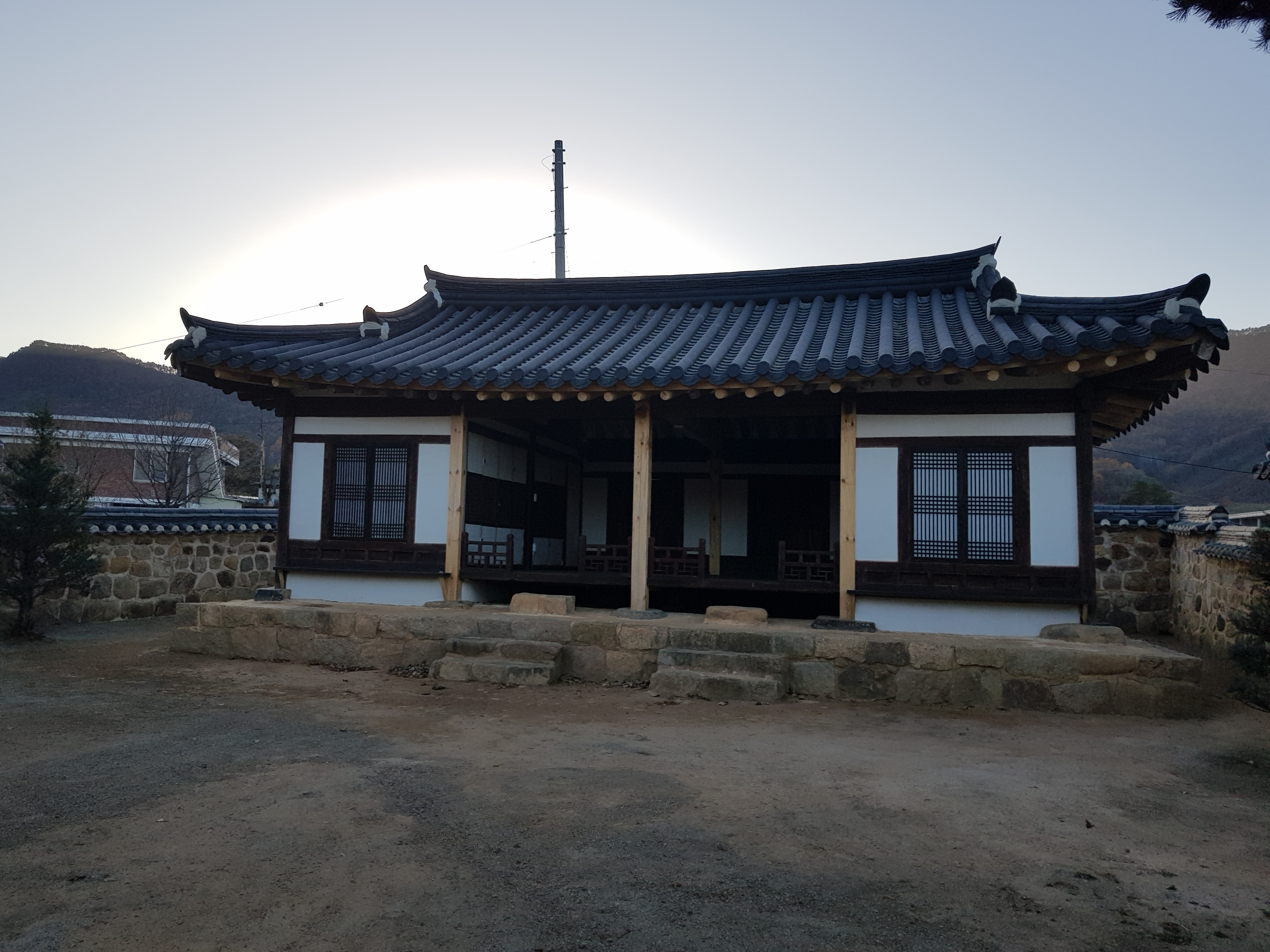
괴산군 봉서재

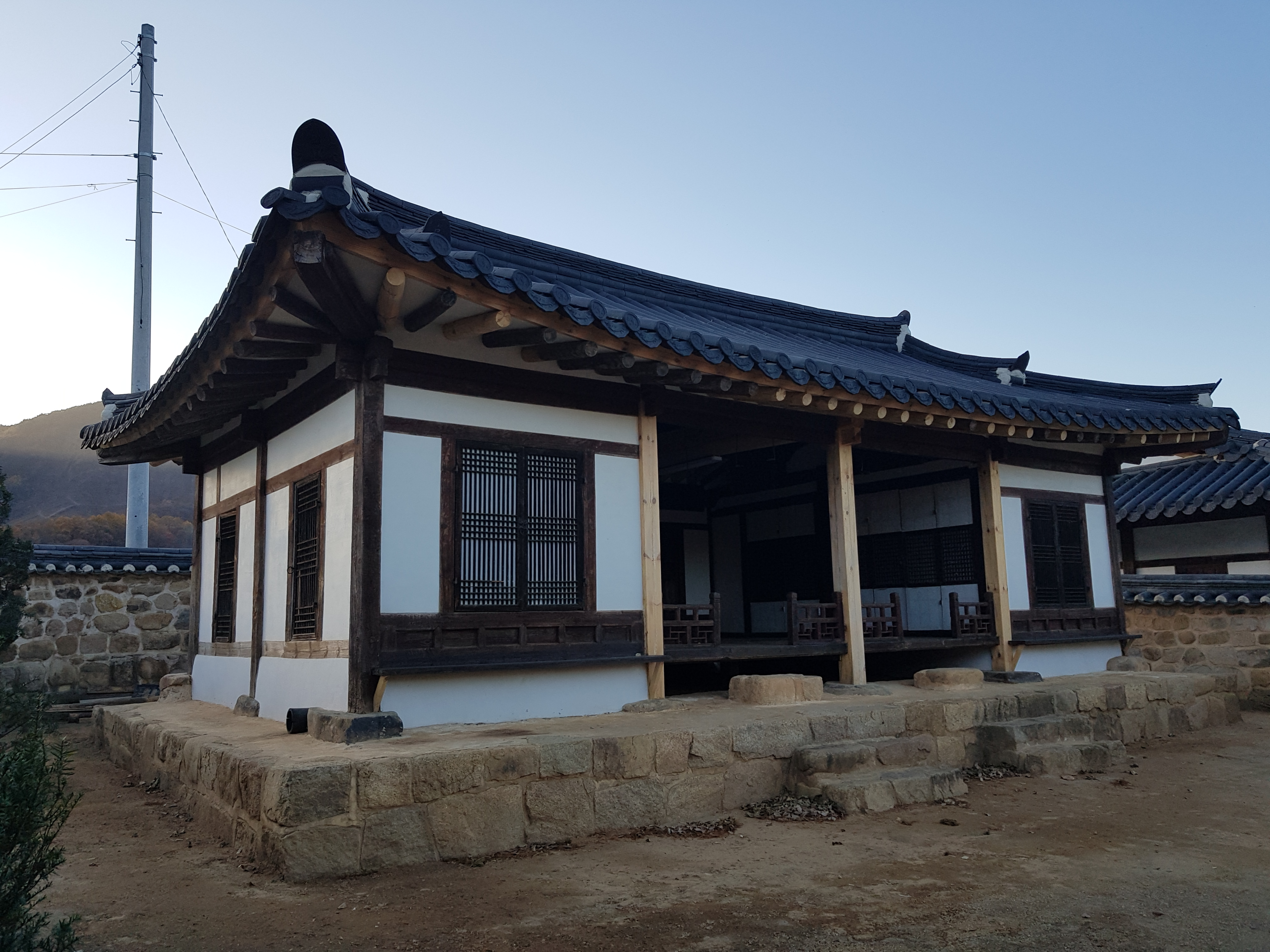
괴산 봉서재

괴산 봉서재(槐山 鳳棲齋)은 충청북도 괴산군 칠성면 외사리에 있는 조선시대의 건축물이다. 1998년 1월 9일 충청북도의 문화재자료 제21호로 지정되었다.

## 개요
의성 김씨 문중의 재실로 사용하던 곳이며 서당 구실도 하여 백운서당이라고도 한다. 조선 정조 2년(1778)에 처음 세웠고 1915년에 다시 고쳤다. 건물은 중앙에 마루를 두고 양쪽에 온돌방을 두었다. 재실 앞에는 옛 모습을 간직한 대문이 있고 주위는 전통 기법으로 담을 쌓았다.

## 참고 자료
- 괴산 봉서재 - 국가유산청 국가유산포털